# 邦貝省

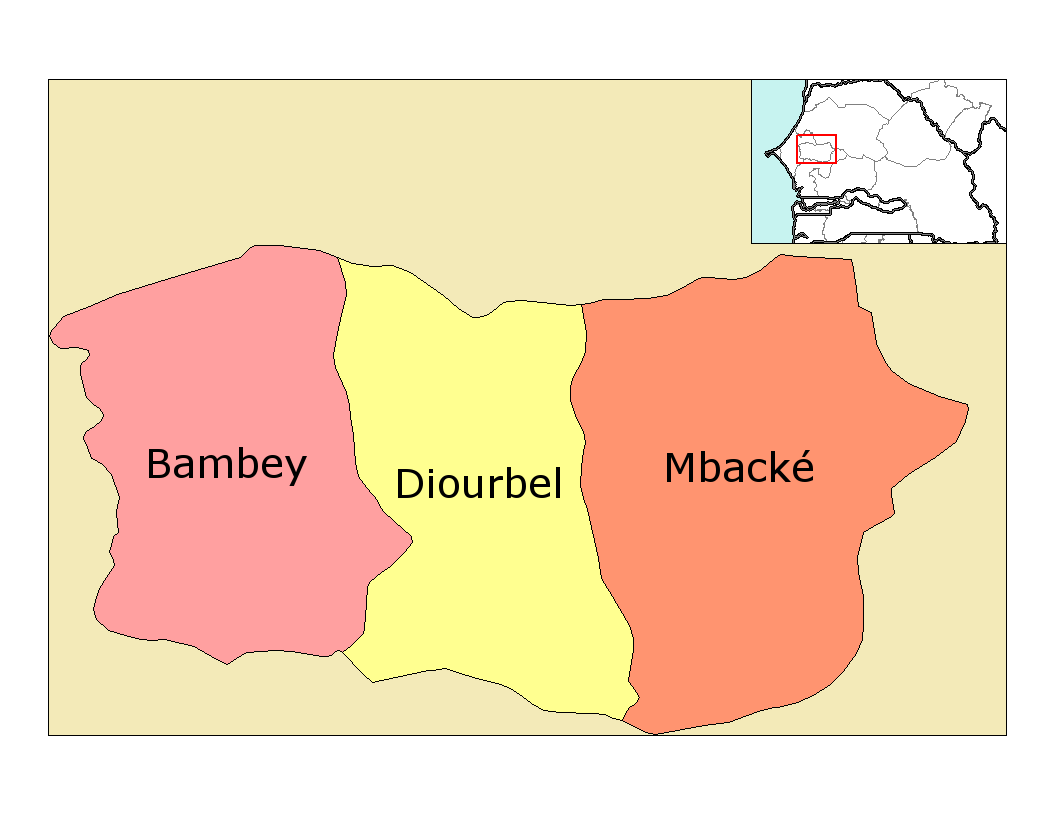

14°43′12″N 16°36′41″W / 14.72000°N 16.61139°W
邦貝省（法語：Département de Bambey），是塞內加爾的省份，位於該國西部，由久爾貝勒區負責管轄，首府設於邦貝，東面是久爾貝勒省，面積1,351平方公里，2013年人口299,476，人口密度每平方公里220人。